# Championnats d'Europe de karaté 1983
Les championnats d'Europe de karaté 1983 sont des championnats internationaux de karaté qui ont eu lieu à Madrid, en Espagne, en 1983. Cette édition a été la dix-huitième des championnats d'Europe de karaté seniors organisés par la Fédération européenne de karaté chaque année depuis 1966. Un total de 261 athlètes provenant de dix-sept pays y ont participé.

## Résultats

### Épreuves individuelles

#### Kata
| Rang | Pays    | Karatéka            |
| ---- | ------- | ------------------- |
| 1    | Espagne | Deogracias Medina   |
| 2    | Espagne | Luis-María Sanz     |
| 3    | France  | Jean-Pierre Fischer |

| Rang | Pays        | Karatéka      |
| ---- | ----------- | ------------- |
| 1    | Espagne     | María Moreno  |
| 2    | Royaume-Uni | Helen Raye    |
| 3    | France      | Nicole Sarkis |

#### Kumite

##### Kumite masculin
| Rang | Pays        | Karatéka        |
| ---- | ----------- | --------------- |
| 1    | Royaume-Uni | Tim Stephens    |
| 2    | Royaume-Uni | Steve McKinnon  |
| 3    | France      | Mohamed Kathiri |
| 3    | France      | Rudolphe Vallée |

| Rang | Pays        | Karatéka      |
| ---- | ----------- | ------------- |
| 1    | Royaume-Uni | David Coulter |
| 2    | France      | Joseph Gofin  |
| 3    | Espagne     | Ricardo Abad  |
| 3    | France      | Didier Lupo   |

| Rang | Pays     | Karatéka       |
| ---- | -------- | -------------- |
| 1    | Finlande | Ari Kaunismäki |
| 2    | Italie   | Bernardi       |
| 3    | Suède    | Danatelli      |
| 3    | Espagne  | Felipe Hita    |

| Rang | Pays     | Karatéka         |
| ---- | -------- | ---------------- |
| 1    | Espagne  | Francisco Merino |
| 2    | France   | Pierre Pinard    |
| 3    | Suisse   | Javier Gomez     |
| 3    | Belgique | Spataro          |

| Rang | Pays        | Karatéka            |
| ---- | ----------- | ------------------- |
| 1    | Finlande    | Tapio Pirttioja     |
| 2    | Espagne     | Manzano             |
| 3    | Italie      | Gianluca Guazzaroni |
| 3    | Royaume-Uni | Prince              |

| Rang | Pays        | Karatéka            |
| ---- | ----------- | ------------------- |
| 1    | France      | Patrice Ruggiero    |
| 2    | France      | Marc Pyrée          |
| 3    | Royaume-Uni | Jerome Atkinson     |
| 3    | Espagne     | Jean-Pierre Carbila |

| Rang | Pays        | Karatéka         |
| ---- | ----------- | ---------------- |
| 1    | Espagne     | José Manuel Egea |
| 2    | Royaume-Uni | Jeff Thompson    |
| 3    | Finlande    | Tapio Pirttioja  |
| 3    | France      | Patrice Ruggiero |

##### Kumite féminin
| Rang | Pays        | Karatéka   |
| ---- | ----------- | ---------- |
| 1    | Royaume-Uni | Helen Raye |
| 2    | ?           | ?          |
| 3    | ?           | ?          |

| Rang | Pays        | Karatéka       |
| ---- | ----------- | -------------- |
| 1    | Royaume-Uni | Beverly Morris |
| 2    | ?           | ?              |
| 3    | ?           | ?              |

| Rang | Pays     | Karatéka        |
| ---- | -------- | --------------- |
| 1    | Pays-Bas | Guus van Mourik |
| 2    | ?        | ?               |
| 3    | ?        | ?               |

## Épreuves par équipe

### Kata par équipe
| Rang | Pays      |
| ---- | --------- |
| 1    | Espagne   |
| 2    | France    |
| 3    | Allemagne |

| Rang | Pays                              |
| ---- | --------------------------------- |
| 1    | France Marina Chan Liat notamment |
| 2    | Espagne                           |
| 3    | Royaume-Uni                       |

### Kumite par équipe
| Rang | Pays        |
| ---- | ----------- |
| 1    | Royaume-Uni |
| 2    | France      |
| 3    | Espagne     |
| 3    | Suède       |